# Quận Morgan, Utah
Quận Morgan là một quận thuộc tiểu bang Utah, Hoa Kỳ. Quận lỵ đóng ở , Utah6. Quận được đặt tên theo. Dân số theo điều tra năm 2000 của Cục điều tra dân số Hoa Kỳ là 7192 người.

## Địa lý
Theo Cục điều tra dân số Hoa Kỳ, quận này có diện tích 1578 km2, trong đó có 4 km2 là diện tích mặt nước.